# Amedeo VII di Savoia
Amedeo VII di Savoia detto il Conte Rosso (Castello di Avigliana, 24 febbraio 1360 – Castello di Ripaglia, 1º novembre 1391) fu conte di Savoia, d'Aosta, Moriana e Nizza dal 1383 al 1391.
Secondo lo storico francese Jean Frézet, nel suo Histoire de la Maison de Savoie, Volume 1, Amedeo fu detto conte Rosso a causa del colore dei suoi capelli, mentre secondo altri, si prese a soprannominarlo Conte Rosso poiché nel 1383, impegnato nelle Fiandre in una campagna militare in difesa del duca di Borgogna, alla notizia della nascita del proprio primogenito, abbandonò il lutto per la morte del padre, a favore di abiti rossi per festeggiare.

## Origine
Amedeo, secondo lo storico francese Samuel Guichenon nel suo Histoire généalogique de la royale maison de Savoie, era il figlio maschio primogenito di Amedeo VI, detto il Conte Verde, Conte di Savoia, d'Aosta e di Moriana, e della moglie, Bona di Borbone, che sempre secondo la Samuel Guichenon era figlia del secondo duca di Borbone, Pietro I di Borbone e di sua moglie, la principessa francese Isabella di Valois, che, secondo la Chronique parisienne anonyme du XIVe siècle era figlia del conte di Valois, Conte di Angiò e del Maine, conte d'Alençon e conte di Chartres, Carlo di Valois e di Mahaut di Châtillon ed era sorella del futuro re di Francia (Bona era la nipote) di Filippo di Valois.
Amedeo VI di Savoia, secondo Samuel Guichenon, era il figlio primogenito di Aimone di Savoia, detto il Pacifico, Conte di Savoia e Conte d'Aosta e Moriana e della moglie, Violante Paleologa, che, sempre secondo Samuel Guichenon, era figlia Teodoro I del Monferrato, principe di Bisanzio e marchese del Monferrato, e della moglie, Argentina Spinola, che, secondo il Rerum Italicarum scriptores, volume XI era figlia del Capitano del Popolo di Genova, Opizzino Spinola, e della moglie, Violante di Saluzzo.

## Biografia

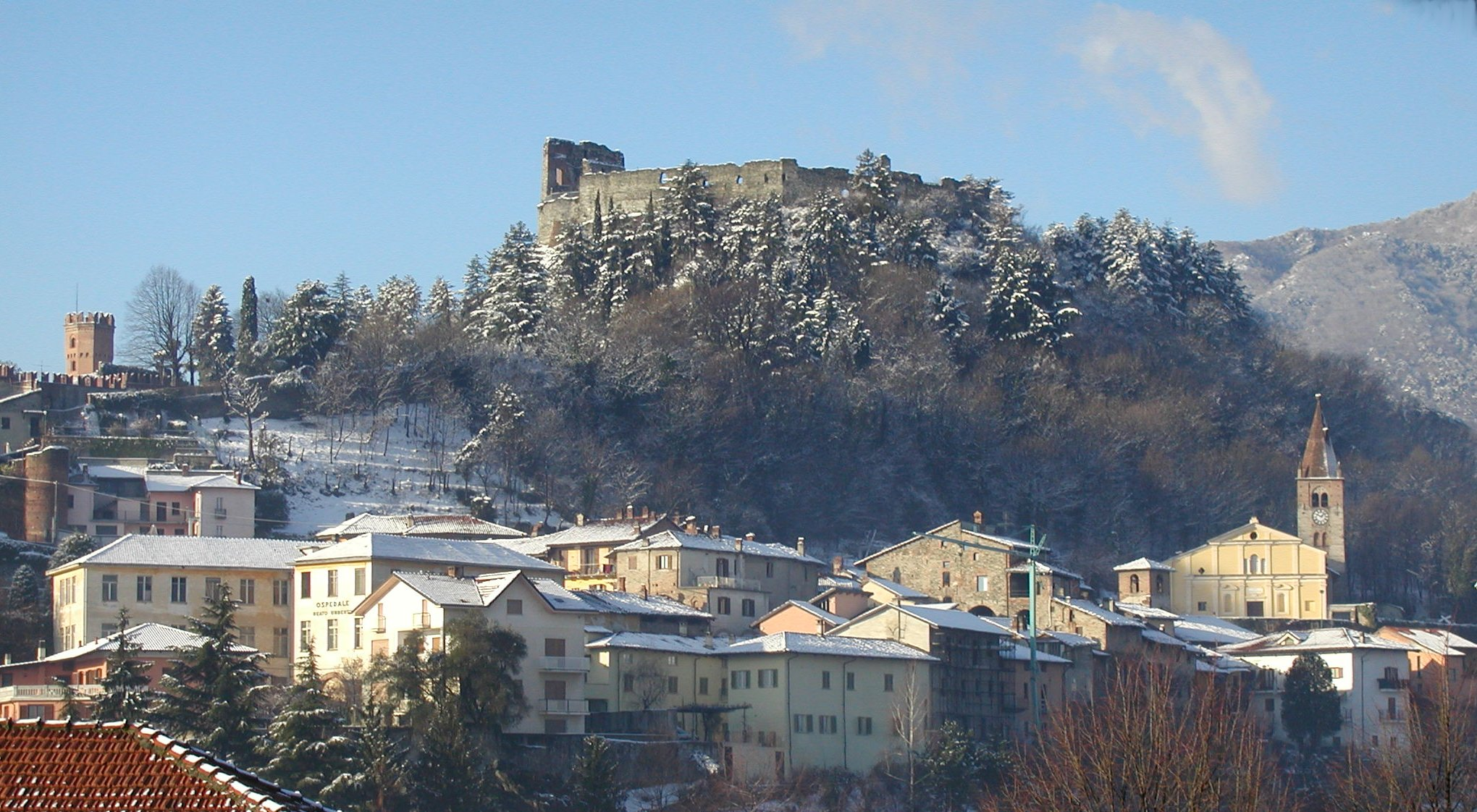
Avigliana, città natale del Conte Rosso

La località in cui Amedeo nacque non è sicura, in quanto, Jean Frézet, cita il Castello di Avigliana, mentre secondo altri fu il Castello di Chambéry.
Del suo luogo natale, il Castello di Avigliana, rimangono attualmente le sole rovine dei muri esterni e di una torre, comunque accessibili solo a piedi, dal vecchio centro storico.
Nel 1379, suo padre lo creò signore di Besse, dove, secondo lo storico francese Victor Flour de Saint-Genis, fece le sue prime esperienze in campo militare combattendo contro alcuni nobili che avevano rifiutato di prestare l'omaggio feudale a suo padre.
Sempre nel 1379, nelle Fiandre ci fu una rivolta contri il conte di Fiandra, di Nevers e di Rethel, Luigi di Male, che dovette rifugiarsi a Lilla e, nel 1382, chiese aiuto al proprio cognato, il nuovo duca di Borgogna, Filippo II ed al nuovo re di Francia Carlo VI detto "il Beneamato"; Amedeo si aggregò a Carlo VI con 700 cavalieri, dove si distinse alla Battaglia di Roosebeke, del 27 novembre 1382, dove i ribelli fiamminghi furono sconfitti.
Rientrato dalle Fiandre, nel 1383, Amedeo dovette affrontare una sollevazione nel Vallese, fomentata dai Visconti.
Nello stesso anno, suo padre, Amedeo VI, accorso in aiuto del re di Napoli, Luigi II d'Angiò, morì di peste a Santo Stefano di Campobasso, presso San Giovanni in Galdo il 1º marzo 1383 e venne sepolto nell'Abbazia di Altacomba, come da lui (Dominus Amedeus comes Sabaudiæ princeps, dux Chablasii et Augustæ, et in Italia Marchio) richiesto (in ecclesia abbatiæ Altæ-combæ) nel testamento, datato 27 febbraio 1383, redatto prima di morire, dove inoltre dichiara suo erede il figlio, Amedeo (Amedeus de Sabaudia eius filius), sotto tutela della moglie, Bona di Borbone (illustrem consortem suam carissimam dominam Bonam de Borbonio).
Amedeo succedette al padre, Amedeo VI, detto il conte Verde, come Amedeo VII, sotto la guida della madre, Bona di Borbone.

### La politica del Conte Rosso
Quando salì al potere, lasciò nei primi tempi il potere alla madre, già abituata a governare lo Stato durante le lunghe assenza del marito per guerre e missioni politiche (Amedeo VI fu considerato uno dei maggiori combattenti del suo tempo, e anche il figlio non fu da meno).
Amedeo salì al trono di uno Stato afflitto da gravi problemi economici: le continue guerre del padre avevano prosciugato le finanze dello Stato, già di loro natura mai floride. Per ottenere i fondi necessari alle imprese che meditava dovette faticare non poco.
Già dalla sua ascesa al trono dovette affrontare i riottosi conti del Canavese e il Monferrato, sempre più potente ed invasivo (aveva negli anni addietro scacciato i Visconti da Asti e Alba, e ora minacciava apertamente i Savoia). Anche Gian Galeazzo Visconti preoccupava, ma Amedeo seppe abilmente stipulare un patto di non aggressione, anche grazie alla madre di Gian Galeazzo, la sorella del conte Verde, Bianca di Savoia, zia di Amedeo.
Altre preoccupazioni arrivarono dall'imperatore Venceslao, che gli aveva confermato l'investitura dei suoi feudi, ma, che nel complicato quadro europeo del Grande Scisma d'Occidente parteggiava per Urbano VI, intimò al Conte Rosso di abbandonare la causa del rivale, l'antipapa Clemente VII. Amedeo non poteva piegarsi alla volontà imperiale anche per fattori economici: Clemente aveva promesso al conte una retribuzione pari a 4000 fiorini sulle decime della Chiesa in Piemonte. Il Conte Rosso girò intorno all'argomento, e la faccenda si placò. Anche perché l'astuto conte aveva un progetto ambizioso che lo occupava: Carlo VI di Francia lo aveva chiamato per una guerra contro gli inglesi: l'intento del folle monarca francese consisteva nello sbarcare direttamente sul suolo inglese. L'impresa non si fece mai, scoraggiata dal duca di Berry, ma il Conte Rosso ebbe modo di farsi notare ugualmente nel periodo che passò nell'accampamento francese di Ecluse: perse al gioco somme enormi, che riottenne a stento e dopo lunghe richieste e suppliche. Ma se andò male con il gioco, gli riuscì almeno di far fidanzare la figlia del duca di Borgogna con il figlio Amedeo. Parte della dote della giovane, 100.000 fiorini, servì ad estinguere i debiti di gioco.
Tornato dall'Ecluse, Amedeo VII si trovò immischiato nella rivolta cosiddetta dei Tuchini, gruppi di contadini che, manifestando contro i signori locali, erano protetti dal marchese del Monferrato e dai Visconti. Quando in aiuto dei monferrini giunse anche il famoso condottiero Facino Cane, Amedeo VII decise che era giunto il momento di scontrarsi con Gian Galeazzo.
Ma dalle due parti non vennero segnali di voler attaccare per primi: la faccenda si protrasse, Gian Galeazzo decise di proporre la pace. Motivo della scelta era che la figlia Valentina Visconti avrebbe dovuto fidanzarsi con il fratello di Carlo VI, e per raggiungerlo avrebbe dovuto attraversare le terre sabaude. Dopo alterne vicende, Valentina il 1º luglio 1389 entrava nelle terre del Conte Rosso.

### Lo sbocco sul mare
Nei suoi progetti, Amedeo VII vedeva un obiettivo fondamentale: il mare. Aveva osservato l'oceano nel periodo dell'Ecluse, quando Carlo VI cercò inutilmente di attaccare l'Inghilterra. Tornato in patria, si prefissò come obiettivo importante la conquista di uno sbocco al mare.
Grazie alla presa di Cuneo da parte del Conte Verde, Amedeo VII riuscì a penetrare in Provenza, dove erano in lotta Luigi II d'Angiò e gli Angiò-Durazzo, che avevano da anni promesso di restituire le somme impegnate da Amedeo VI nell'impresa in cui morì per difendere il Regno di Napoli, ma quelle somme non erano mai state restituite, per cui Amedeo VII occupò e annesse Nizza, Ventimiglia e Barcelonnette. Ottenendo lo sbocco al mare da tanto sognato, il Conte Rosso vedeva la sua occupazione armata come un riparo del debito pregresso.
Sia Luigi II d'Angiò, che Ladislao d'Angiò-Durazzo, accettarono l'annessione e l'imperatore Venceslao investì Amedeo VII signore di quei territori.
Giovanni Grimaldi, nominato gran siniscalco della città di Nizza dai napoletani, si vide costretto a firmare un atto in cui Nizza veniva ceduta al Piemonte.
Amedeo VII entrò in Nizza il 28 settembre 1388: dopo i consueti festeggiamenti, nominò i Grimaldi come governatori sabaudi della città e signori di vari feudi adiacenti.

### La morte del Conte Rosso
Verso la fine di ottobre del 1391 il Conte Rosso fece ritorno a Ripaglia e rivolse la sua attenzione al Vercellese, dove era in atto una sanguinosa rivolta. Chiese che Gian Galeazzo non intervenisse ulteriormente nei suoi affari di stato e decise che avrebbe sedato la protesta rapidamente. Ma, durante una caccia al cinghiale nella tenuta di Ripaglia, Amedeo VII si ferì ad una gamba in seguito ad una caduta dal cavallo, spaventato dal cinghiale; la ferita era grave, ma non appariva mortale; purtroppo il giorno seguente fu aggredito dal tetano che si manifestò prontamente col trisma e morì tre giorni dopo a soli trentadue anni.
Pur senza prove fondanti, corse subito voce che fosse stato avvelenato dal medico, Jean de Granville, e dal farmacista, Pierre de Lompnesi.
Il Conte Rosso, prima di morire redasse un testamento, in cui Amedeo VII (Dominus Amedeus comes Sabaudiæ) nominava suo erede il figlio, Amedeo (Amedeum eius filium), ma le redini dello Stato sarebbero state tenute dalla nonna Bona di Borbone, reggente (Dominæ Bonæ de Borbonio comitissæ Sabaudiæ eius carissima genetricis), con Louis III de Cossonay, (?-1394) signore di Cossonay (cum consilio viri nobilis et potentis domini Ludovici domini de Cossonay) ed inoltre destinava lasciti alla figlia, Bona (Bonam de Sabaudia eius filiam), e alla moglie, Bona di Berry (Domina Bona de Biturio eius consorte) e chiedeva di essere inumato nell'Abbazia di Altacomba (in monasterio Altæcombæ).
Amedeo VII venne inumato nell'Abbazia di Altacomba.
Circa un secolo dopo Emanuele Filiberto di Savoia trasferì le sue ceneri, insieme a quelle di Amedeo VIII, nella Cappella della Sindone di Torino.
Dopo la morte di Amedeo la corte dei feudatari si divise in due partiti, uno che appoggiava, Bona di Borbone, con corte a Chambéry ed un altro che invece si era schierato in favore della madre del nuovo conte, Bona di Berry, con corte a Montmélian; la guerra civile fu evitata anche per l'intervento del re di Francia, Carlo VI, e si concluse con la conferma della reggenza a Bona di Borbone.
La vedova, Bona di Berry, tornata in patria, nel 1393, l'anno successivo si sposò, in seconde nozze, con il Conte d'Armagnac e Conte di Rodez, Bernardo VII senza più rivedere i figli avuti dal Conte Rosso.

## Nella cultura di massa
- Amedeo VII di Savoia è il protagonista di un dramma storico di Giuseppe Giacosa, Il Conte Rosso.

## Matrimonio e discendenza
Amedeo VII aveva sposato a Parigi nel 1377 la nipote diretta del re di Francia Giovanni il Buono, Bona di Berry, che, sia secondo i Documens historiques et généalogiques sur les familles et les hommes remarquables du Rouergue, che secondo Pierre de Guibours, detto Père Anselme de Sainte-Marie o più brevemente Père Anselme, era la figlia terzogenita del duca di Berry e d'Alvernia e conte di Poitiers e Montpensier, Giovanni di Francia (1340 † 1416) e della prima moglie Giovanna d'Armagnac (24 giugno 1346-1387). Il 7 maggio 1372 era stato siglato il contratto matrimoniale tra Amedeo VII e Bona di Berry, come ci viene confermato dalle Preuves de l'Histoire généalogique de la royale maison de Savoie; le nozze vennero poi celebrate a Parigi il 18 gennaio 1377 anche se poi Bona arrivò in Savoia solo nel 1381. Bona di Berry venne soprannominata in seguito Madame la Jeune, per distinguerla dalla suocera Bona di Borbone, detta la Madama Grande.
Amedeo da Bona ebbe tre figli:
- Amedeo (Chambéry, 4 settembre 1383 - Ginevra, 7 gennaio 1451), futuro conte di Savoia, ricordato nel testamento del padre[29], che sposò Maria di Borgogna, poi ricordato nel testamento della madre[35]
- Bona (11 ottobre 1388 - Castello di Stupinigi, 4 marzo 1432), ricordata nel testamento del padre[29], andata sposa nel 1403 a Ludovico di Savoia-Acaia, principe del Piemonte (1364 – 1418), poi ricordata nel testamento della madre[35]
- Giovanna (1392 - 1460), andata sposa nel 1411 a Gian Giacomo Paleologo (1395 – 1445), marchese del Monferrato[36], poi ricordata nel testamento della madre[35].

Amedeo VII, nel biennio 1378/79 ebbe un'amante di nome Françoise Arnaud, che gli diede un figlio:
- Umberto (1379-1443), conte di Romont.

Amedeo VII, nel biennio 1380/81 ebbe una seconda amante di nome ANTOINETTE Chalvet, che gli diede una figlia:
- Giannetta (1381- dopo il 1405), andata sposa ad Andrea di Glareins.

## Ascendenza
|                      |                    |                              | Genitori               |  |  | Nonni |  |  | Bisnonni           |  |  | Trisnonni            |  |
|                      |                    |                              |                        |  |  |       |  |  | Amedeo V di Savoia |  |  | Tommaso II di Savoia |  |
|                      |                    |                              |                        |  |  |       |  |  | Amedeo V di Savoia |  |  | Tommaso II di Savoia |  |
|                      |                    | Beatrice Fieschi             |                        |  |  |       |  |  | Amedeo V di Savoia |  |  |                      |  |
| Aimone di Savoia     |                    |                              |                        |  |  |       |  |  | Amedeo V di Savoia |  |  |                      |  |
|                      |                    | Sibilla de Baugé             | Guido II di Baugé      |  |  |       |  |  |                    |  |  |                      |  |
|                      |                    | Sibilla de Baugé             | Guido II di Baugé      |  |  |       |  |  |                    |  |  |                      |  |
|                      |                    | Sibilla de Baugé             | Beatrice di Monferrato |  |  |       |  |  |                    |  |  |                      |  |
| Amedeo VI di Savoia  |                    | Sibilla de Baugé             |                        |  |  |       |  |  |                    |  |  |                      |  |
|                      |                    | Teodoro I del Monferrato     | Andronico II Paleologo |  |  |       |  |  |                    |  |  |                      |  |
|                      |                    | Teodoro I del Monferrato     | Andronico II Paleologo |  |  |       |  |  |                    |  |  |                      |  |
|                      |                    | Teodoro I del Monferrato     | Violante di Monferrato |  |  |       |  |  |                    |  |  |                      |  |
| Violante Paleologa   |                    | Teodoro I del Monferrato     |                        |  |  |       |  |  |                    |  |  |                      |  |
|                      |                    | Argentina Spinola            | Opizzino Spinola       |  |  |       |  |  |                    |  |  |                      |  |
|                      |                    | Argentina Spinola            | Opizzino Spinola       |  |  |       |  |  |                    |  |  |                      |  |
|                      |                    | Argentina Spinola            | Violante di Saluzzo    |  |  |       |  |  |                    |  |  |                      |  |
| Amedeo VII di Savoia |                    | Argentina Spinola            |                        |  |  |       |  |  |                    |  |  |                      |  |
|                      | Luigi I di Borbone | Roberto di Clermont          |                        |  |  |       |  |  |                    |  |  |                      |  |
|                      | Luigi I di Borbone | Roberto di Clermont          |                        |  |  |       |  |  |                    |  |  |                      |  |
|                      | Luigi I di Borbone | Beatrice di Borgogna-Borbone |                        |  |  |       |  |  |                    |  |  |                      |  |
| Pietro I di Borbone  | Luigi I di Borbone |                              |                        |  |  |       |  |  |                    |  |  |                      |  |
|                      |                    | Maria di Avesnes             | Giovanni I di Hainaut  |  |  |       |  |  |                    |  |  |                      |  |
|                      |                    | Maria di Avesnes             | Giovanni I di Hainaut  |  |  |       |  |  |                    |  |  |                      |  |
|                      |                    | Maria di Avesnes             | Filippa di Lussemburgo |  |  |       |  |  |                    |  |  |                      |  |
| Bona di Borbone      |                    | Maria di Avesnes             |                        |  |  |       |  |  |                    |  |  |                      |  |
|                      |                    | Carlo di Valois              | Filippo III di Francia |  |  |       |  |  |                    |  |  |                      |  |
|                      |                    | Carlo di Valois              | Filippo III di Francia |  |  |       |  |  |                    |  |  |                      |  |
|                      |                    | Carlo di Valois              | Isabella d'Aragona     |  |  |       |  |  |                    |  |  |                      |  |
| Isabella di Valois   |                    | Carlo di Valois              |                        |  |  |       |  |  |                    |  |  |                      |  |
|                      |                    | Mahaut di Châtillon          | Guido IV di Châtillon  |  |  |       |  |  |                    |  |  |                      |  |
|                      |                    | Mahaut di Châtillon          | Guido IV di Châtillon  |  |  |       |  |  |                    |  |  |                      |  |
|                      |                    | Mahaut di Châtillon          | Maria di Bretagna      |  |  |       |  |  |                    |  |  |                      |  |
|                      |                    | Mahaut di Châtillon          |                        |  |  |       |  |  |                    |  |  |                      |  |

### Fonti primarie
- (LA)  Rerum Italicarum scriptores. Tomus XI.
- (LA)  (FR)  Preuves de l'Histoire généalogique de la royale maison de Savoie, justifiée par titres, ..par Guichenon, Samuel
- (FR)  Chronique parisienne anonyme du XIVe siècle.

### Letteratura storiografica
- Romolo Caggese, Italia, 1313-1414, cap. VII, vol. VI (Declino dell'impero e del papato e sviluppo degli stati nazionali), Storia del Mondo Medievale, 1999, pp. 297–331.
- A. Coville, "Francia: armagnacchi e borgognoni (1380-1422)", cap. XVII, vol. VI (Declino dell'impero e del papato e sviluppo degli stati nazionali) della Storia del Mondo Medievale, 1980, pp. 642–672.
- Henry Pirenne, "I Paesi Bassi", cap. XII, vol. VII (L'autunno del Medioevo e la nascita del mondo moderno) della Storia del Mondo Medievale, 1981, pp. 411–444.
- (FR)  Histoire de Savoie, d'après les documents originaux,... par Victor ... Flour de Saint-Genis. Tome 1
- (FR)  Histoire généalogique de la royale maison de Savoie, justifiée par titres, ..par Guichenon, Samuel
- (FR)  Histoire de la Maison de Savoie
- (FR)  Titres de la maison ducale de Bourbon
- (FR)  Histoire généalogique des ducs de Bourgogne de la maison de France.
- (FR)  RDocumens historiques et généalogiques sur les familles et les hommes remarquables du Rouergue
- Maria Josè di Savoia,Amedeo VI Amedeo VII, prefazione di Benedetto Croce, Mondadori, Milano 2001.